# 中华人民共和国体育

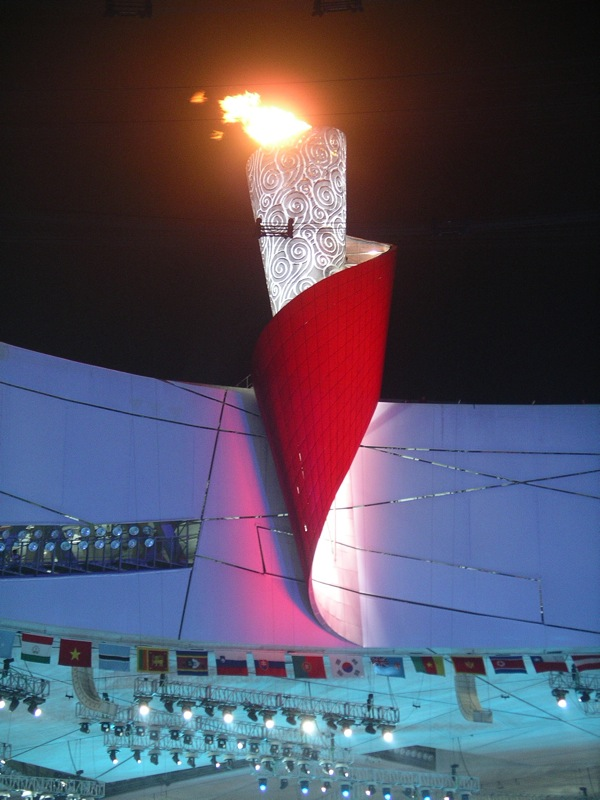
2008年在北京国家体育场（鸟巢）内点燃的奥运圣火

中华人民共和国自建国之始，既在政府主导下开展竞技体育项目。自1982年亚洲运动会以来，中华人民共和国（以下简称中国）选手在历次亚运会上的金牌总数都连续第一。在1984年第23届奥运会上，射击运动员许海峰获得男子自选手枪比赛冠军，是中国第一次获得奥运金牌。2008年，在北京主办的第29届奥运会中，中国代表团以51块金牌位列榜首，这也是亚洲国家第一次在奥运会金牌榜上荣获第一。2012年，在伦敦主办的第30届奥运会中中国代表团则以38块金牌的成绩屈居金牌榜第2位，位居美国之后。2015年7月31日，北京获得2022年冬季奧林匹克運動會的举办权，将成为全球第一个既举办过夏季奥运会，又举办过冬季奥运会的城市。

## 历史

### 建国至1950年代
中华人民共和国政府于1949年10月26日，在北京召开全国体育工作者代表大会。此后，中华全国体育协进会遗留在中国大陆的机构改组为中华全国体育总会。1951年，中华全国体育总会为选拔、培养国家级选手，于11月，成立中华全国体育总会中央体训班。荣高棠任命黄中、牟作云为正副主任，负责具体筹办事宜。中央体训班有篮球、排球项目，培训了第一代中国国家队选手。
1952年6月，中央体训班更名为体育训练班，设于原燕京大学。11月，中华人民共和国政府成立中央人民政府体育运动委员会。演变至今，是为一个机构两块牌子之下的国家体育总局与中华全国体育总会，是中国体育领域的官方领导者。
1953年，中央人民政府体育运动委员会购入天津的几处建筑，作为中华全国体育总会体育训练班的集训基地和办公用地。柏平任主任。有八个项目，足球、篮球、排球、体操、游泳、田径、乒乓、羽毛球，另有武术队。中央体训班后依次演变为中央体育学院竞技体育指导科、北京体育学院运动系、国家体委运动员管理局、国家体委（体育总局）训练局。
建国伊始，归国华侨和港澳同胞中的运动员、教练为提高中国体育成绩做出了杰出贡献。印尼归侨吴传玉在1953年为中华人民共和国获得了第一个国家冠军。香港出生的容国团在1959年为中华人民共和国获得第一个世界冠军。他与姜永宁、傅其芳并称为中国乒坛三杰，被认为是中国乒乓球辉煌成就的奠基者。同时期的印尼归侨陈福寿、王文教、黄世明等人亦被认为中国羽毛球事业的开拓者。

### 1970年代至1990年代
1973年11月16日，中华人民共和国代之中华民国，获得亚洲运动联合会会籍。1974年亚洲运动会中，中国代表团取得33枚金牌。自1982年亚洲运动会，中国八次蝉联亚运奖牌榜首。2014年亚洲运动会，仍旧保持这一优势。1979年10月，中国奥林匹克委员会正式获国际奥委会承认，此后的1980年普莱西德湖冬奥会是中华人民共和国首次派代表团参加的冬奥会，同年夏季因苏联1979年入侵阿富汗抵制了莫斯科奥运会，1984年洛杉矶奥运会起重返夏奥会。1983年，中国残奥委员会的前身中国伤残人体育协会成立，次年亦派代表团参加了纽约残奥会。
在北京举办的1990年亚洲运动会，是第一次中华人民共和国主办的综合性的国际体育大赛。此后，中国方面开始申办2000年夏季奥林匹克运动会。在1993年最后一轮投票中，败于澳大利亚悉尼。澳大利亚方面在1999年公开承认贿赂了相关官员。1994年9月，北京市曾主办第六届远东及南太平洋残疾人运动会，这是中国首次承办综合性国际残疾人体育赛事（远南运动会于2010年转型为与亚运会同城举行的亚残运会）。
1995年10月1日起，中华人民共和国体育法施行。1998年11月，北京市开始着手再次申奥。

### 2000年代
2008年举办的北京奥运会，是进入21世纪后，中国体育领域影响最大的事件。2001年，中国赢得2008年奥运会举办权。在中央政府、北京市政府的参与下，北京奥组委开始北京奥运的筹备工作。除420亿美元的总投资外，两级政府为北京奥运会提供了近乎无限的资源支持。研究者认为，2008年北京奥运会将中华人民共和国体育事业推向了历史新高度。此后，中国体育进入“后奥运时代”。而奥运会的成功举办，极大地的刺激了中国体育市场和体育产业的发展。

### 2010年代
2016年10月，刘鹏卸任国家体育总局局长，接任者苟仲文。此前执掌北京市教育系统苟仲文，屡有言论批评其“外行领导内行”，被指“毁了这一届孩子”。成为中国政府在体育领域最高领导者的苟仲文依旧备受争议。2017年6月爆发“国乒兵变”，他与副局长蔡振华之间的权利斗争成为全国舆论的热点。舆论对参与“兵变”的运动员、教练表示支持，指责他滥用权利，使运动员、教练沦为他争夺中共十九大中央委员资格的牺牲品。

## 管理体制

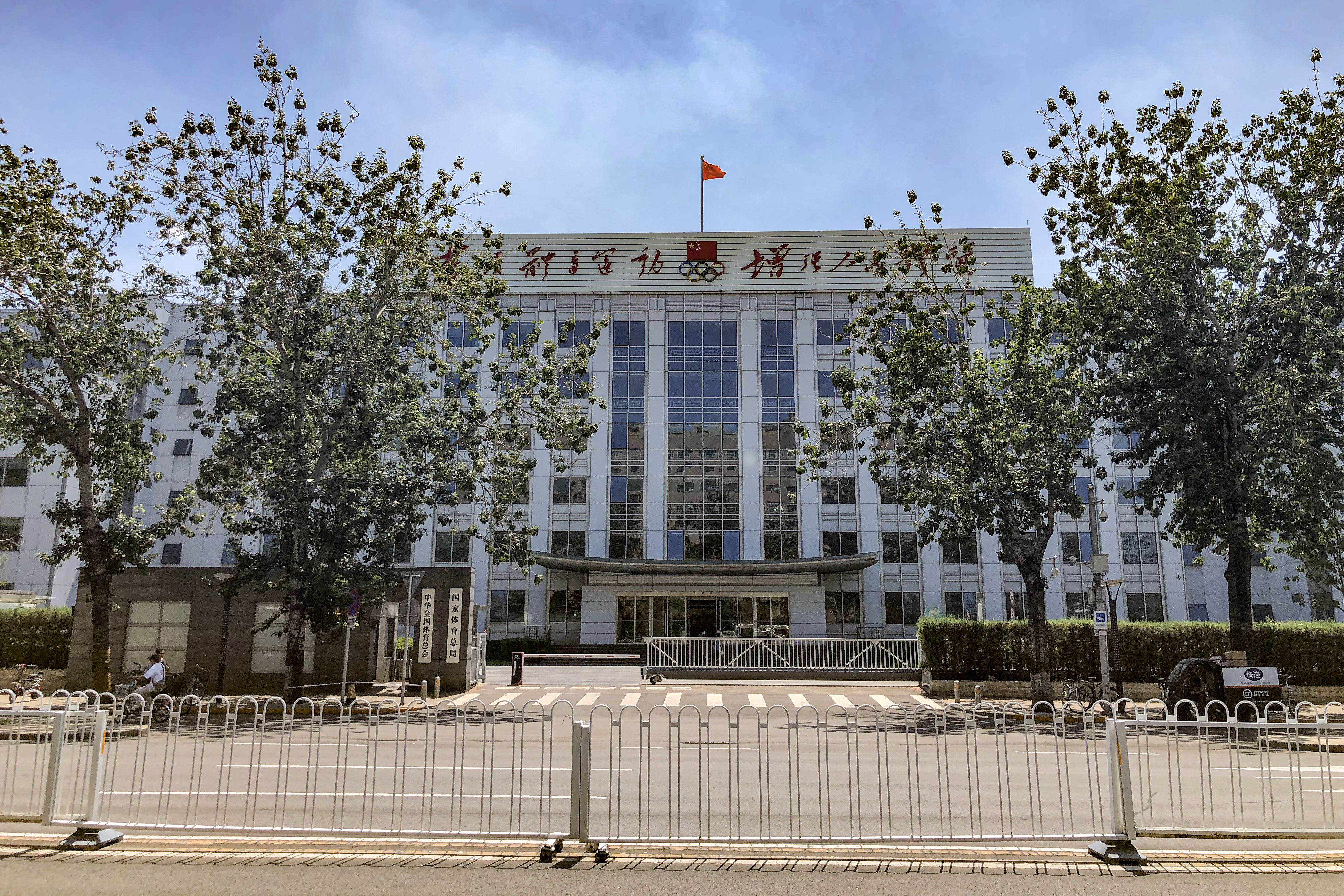
国家体育总局

中国体育实行举国体制，实行政府管理型的体育管理体制。中央政府设立专门机构负责全国体育事务的监控、管理，与地方政府的体育部门一同负责，包括运动员培训、训练经费在内的体育资源的分配。此套体制自中华人民共和国建立伊始，延续至今。研究者称之为“强政府、弱社会”体育管理模式。
进入21世纪后，随着中华人民共和国经济发展，这一体制的问题日渐显。研究者认为，中国政府在体育领域应该进行“权利下放”，不再直接参与体育管理。调动体育社会团参与体育管理的积极性和创造性。“让社会团体来办体育、让市场经济来推动体育、让政府来调节体育、让全体人民来普及体育，在与世界接轨的外环境中发展体育。”

## 国际成绩
中華人民共和國成立後，培養出很多體育人才。1952年，第15届奥运会在芬兰的赫尔辛基举行时，中華人民共和國首次派队参加，1984年，許海峰獲得了中國也是本屆奧運會的首枚金牌。此後，中華人民共和國代表團在歷屆的運動會中皆多獲得驚人之成績。民間對很多方面的體育運動都很熱情，如乒乓球、羽毛球、篮球、足球、游泳等。
中华人民共和国大型国际运动会成绩
| 体育赛事         | 金牌 | 银牌 | 铜牌 | 奖牌总数 | 亚洲排名 | 世界排名 |
| ---------------- | ---- | ---- | ---- | -------- | -------- | -------- |
| 夏季奥运会       | 201  | 144  | 128  | 473枚    | 亚洲第1  | 世界第6  |
| 冬季奥运会       | 9    | 18   | 17   | 44       | 亚洲第2  | 世界第16 |
| 夏季大学生运动会 | 357  | 238  | 205  | 797枚    | 亚洲第1  | 世界第3  |
| 世界运动会       | 41   | 37   | 20   | 98枚     | 亚洲第1  | 世界第7  |
| 冬季大学生运动会 | 58   | 55   | 65   | 178枚    | 亚洲第3  | 世界第5  |
| 世界武搏运动会   | 15   | 3    | 13   | 31枚     | 亚洲第1  | 世界第2  |
| 夏季青年奥运会   | 30   | 16   | 5    | 51枚     | 亚洲第1  | 世界第1  |
| 冬季青年奥运会   | 7    | 4    | 4    | 15枚     | 亚洲第1  | 世界第2  |
| 亚运会           | 1190 | 792  | 570  | 2552枚   | 亚洲第1  |          |
| 亚洲室内运动会   | 124  | 69   | 58   | 251      | 亚洲第1  |          |
| 亚冬会           | 82   | 71   | 96   | 249枚    | 亚洲第2  |          |
| 亚洲沙滩运动会   | 32   | 26   | 24   | 82枚     | 亚洲第2  |          |
| 亚洲武艺运动会   | 9    | 5    | 5    | 19枚     | 亚洲第4  |          |
| 亚洲青年运动会   | 25   | 16   | 11   | 52枚     | 亚洲第1  |          |

## 競技體育

### 體育賽事
- 奧運會
  - 夏季奧林匹克運動會曾經於2008年在中國北京舉行，其中部分項目在協辦城市舉行：上海、天津、瀋陽、秦皇島承辦足球項目，帆船比賽項目由青島承辦[參⁠ 13]。
  - 夏季殘奧會：中華人民共和國夏季殘奧會獎牌列表
  - 冬季奧林匹克運動會：中華人民共和國冬季奧林匹克運動會獎牌列表
- 亞運會：1990年北京、2010年广州、2023年杭州
- 全運會：中华人民共和国全国运动会
- 世界大學運動會：第21屆夏季世界大學生運動會於北京、第26屆夏季世界大學生運動會於深圳[參⁠ 14]、第31屆夏季世界大學生運動會於成都。

### 體育項目
水上運動
- 游泳：中國國家游泳紀錄列表
- 跳水：中國跳水隊奧運獎牌列表

球類運動
- 羽毛球：中國國家羽毛球隊是世界歷史上最成功的羽毛球隊，已經贏得了11次湯姆斯杯、16次尤伯杯和13次蘇迪曼盃。
- 乒乓球：中國國家乒乓球隊，組建於1952年，由中國乒乓球協會管理，分為男女兩支隊伍。中國國家乒乓球隊，是世界歷史上最成功的乒乓球隊，被公認為乒乓球領域的「夢之隊」，其奪得冠軍的次數位居所有中國國家體育隊之首。
- 籃球：中國國家男子籃球隊为亚洲强队之一，1975年开始在亚洲篮球锦标赛至2010年前多次占据着前三名位置，其中姚明实力更获得篮球王国的美国高度肯定，乃首名亚洲人入选奈史密斯籃球名人紀念堂。
- 台球：丁俊暉在2014斯諾克英國錦標賽上世界排名第一，成為首位奪冠的亞洲選手[參⁠ 15]。
- 排球：中國國家女子排球隊是中國近代各體育團隊中成績比較突出的體育團隊之一。她們於1981年、1982年、1984年、1985年、1986年、2003年、2004年、2015年、2016年和2019年十度成為排球三大賽事的世界冠軍。
- 網球：2011年6月，中國女子網球運動員李娜在法國巴黎戰勝意大利選手斯齊亞沃尼獲得法國網球公開賽的女子單打冠軍。這是第一個捧起網球大滿貫單打冠軍的亞洲球員。2014年，李娜在澳大利亞網球公開賽上連續第二年打進決賽，並以2-0擊敗斯洛伐克選手齊布爾科娃，獲得個人的第二個大滿貫女單冠軍，這也是澳網百年歷史上亞洲選手奪得的首個單打冠軍，也是澳網公開賽最年長的單打冠軍。2月17日，李娜世界排名升至世界第二，成為亞洲球員最高排名紀錄的保持者。
- 足球：足球運動是中國最受瞩目关注的體育運動項目，每次世界杯及亚洲杯都引起大量球迷观看。中國國家女子足球隊屬於亞洲強隊，曾九次獲女足亞洲杯冠軍，並且奪得過一次女子世界杯足球賽亞軍和一次奧運會銀牌。
- 壘球常作為女子和兒童團體球類運動項目。中國女子壘球隊自1996年亞特蘭大奧運會開始參加奧運壘球比賽，1996年的奧運中取得的銀牌為至今最好成績。
- 棒球：中國棒球聯賽（CBL，China Baseball League）始於2002年，由中國棒球協會所創立，目前營運由王朝公司負責，是中國大陸唯一的棒球聯賽聯盟。

田徑運動

### 体育培训

#### 运动员培训
- 羽毛球运动员林丹——经由各级体校、运动队的传统途径培养成材的运动员
- 游泳运动员孫楊——曾与教练矛盾重重的国家队队员
- 网球运动员李娜——传统途径培养，后脱离国家队，成为自负盈亏的职业运动员。
- 台球运动员丁俊晖——家庭自费培养成材的运动员

在举国体制下，各级体育队、体校是选拔、培养运动员的主要方式。运动员通过层层选拔，最终加入国家体育队，代表中国参加各类比赛。台球运动员丁俊晖是少见的由家庭自费培养成材的顶尖运动员。

#### 培训机构、组织
中国体育院校有北京体育大学、首都体育学院、上海体育学院、武汉体育学院、成都体育学院、沈阳体育学院、西安体育学院等。

## 群众体育
群众体育或称大众体育，指普通民众参与的体育运动。中国政府对全国群众体育的规划，可追溯至1995年6月22日，中国国务院颁布的《全民健身计划纲要》（国家[1995]14号）。纲要的2010年目标是：努力实现体育与国民经济和社会事业的协调发展，全面提高中华民族的体质与健康水平，基本建成具有中国特色的全民健身体系。1997年，又规定了中国体育人口的基本标准。按此标准，当年，全国16岁以上体育人口占总人口的15.5%。
2000年底，中国全民健身计划第一期工程已结束。2002年12月，国家体育总局公布第二次全国范围内的调查报表——《中国群众体育现状调查结果报告》。报告数据显示，2000年时，中国16岁以上人群中，仅有35%的人在一年中参加过一次或一次以上体育活动，比1996年提高0.65%。全国16岁以上体育人口升至18.5%。研究者认为，中国全民对体育活动的认知尚处于浮浅的状态。同时，受经济条件制约，群体体育缺乏硬件保障，正规体育场所不足。
2009年，中国政府设立全民健身日，推广全民健身。

## 联赛
以下是最高层级的体育联赛。

### 男子
| 联赛                 | 项目     | 参赛队伍数 |
| -------------------- | -------- | ---------- |
| 中国足球协会超级联赛 | 足球     | 16         |
| 中国男子篮球职业联赛 | 篮球     | 20         |
| 中国男子排球超级联赛 | 排球     | 8          |
| 中国乒乓球超级联赛   | 乒乓球   |            |
| 中国棒球联赛         | 棒球     | 9          |
| 中国围棋甲级联赛     | 围棋     |            |
| 中国国际象棋甲级联赛 | 国际象棋 |            |
| 全国象棋男子甲级联赛 | 中国象棋 |            |

### 女子
| 联赛                     | 项目     | 参赛队伍数 |
| ------------------------ | -------- | ---------- |
| 中国足球协会女子超级联赛 | 足球     | 12         |
| 中国女子篮球联赛         | 篮球     | 18         |
| 中国女子排球超级联赛     | 排球     | 15         |
| 中国乒乓球超级联赛       | 乒乓球   |            |
| 中国垒球联赛             | 垒球     |            |
| 中国女子冰球职业联赛     | 冰球     |            |
| 中国女子围棋甲级联赛     | 围棋     |            |
| 中国国际象棋甲级联赛     | 国际象棋 |            |

## 体育的外延

### 参与国际体育
在国际体育组织中担任高级职务的中国籍人士匮乏，致使中国在国际体育领域话语权不足。2003年时，有研究者指，这一现状与中国在国际体育中的实力与地位极不相称，亦致使中国运动员遭遇不公平的待遇。有研究者指出中国在国际话语权上存在多方缺失，一、缺乏国际体育高层核心人员，二、合法权利诉求失位，三、国际体育组织中的中国籍人才稀少，四、受到政府委派行政体制的限制。认为可依据西方传统，鼓励中国籍企业家进入国际体育组织任职。

### 两岸关系与体育
中华民国在第二次国共内战中战败，国府迁台，中华人民共和国建立，两岸分治。“两个中国”之下，谁代表中国，自1950年代起成为双方在国际政治领域的争斗，体育领域亦不例外。至1970年代，双方在外交攻势上，攻守互换。1971年，中华人民共和国依据聯合國大會2758號決議，取得由中华民国政府拥有的联合国“中国席位代表权”。此后，中华人民共和国各个国家体育队（团）取代中华民国国家体育队（团），参加国际体育。
1981年起，中华民国方面采用中华台北作为参加国际体育运动的代表团名称，亦使用这个名称参加在北京举办的1990年亚洲运动会。中华人民共和国方面则更为普遍的使用做为一个中国主张下的中国台北。双方因政治产生的“明争暗斗”，亦波及体育领域。马英九政府时期，中华人民共和国方面为表达善意，允许中华民国体育代表队（团）使用中华台北称呼。蔡英文政府在2016年上台，至2017年4月，中华人民共和国官方媒体又悄然将中华民国体育代表队的称呼改回中国台北。

## 备注
1. ↑  时[參⁠ 8]，足球队只有男子国家队。
2. ↑  时[參⁠ 8]，篮球队分为男队、女队。
3. ↑  时[參⁠ 8]，排球队分为男队、女队。
4. ↑  时[參⁠ 8]，体操队分为男队、女队。
5. ↑  原文[參⁠ 8]未提及，游泳队是否分为男队、女队。
6. ↑  时[參⁠ 8]，田径队分为男队、女队。
7. ↑  原文[參⁠ 8]未提及，乒乓队是否分为男队、女队。
8. ↑  原文[參⁠ 8]未提及，羽毛球队是否分为男队、女队。
9. ↑  原文[參⁠ 8]未提及，武术队是否分为男队、女队。
10. ↑  陈萍、周玉英、张改英文章[參⁠ 17]中，1997年时规定的中国体育人口基本标准，即每周参加体育活动不低于3次，每次活动时间表30分钟以，具有与自身体质和所从事的体育项目相适应的中等或中等以上负荷强度。
11. ↑   註: